# Yuhei Ono
Yuhei Ono (født 1. juli 1985) er en tidligere japansk fodboldspiller.
Han har spillet for flere forskellige klubber i sin karriere, herunder Tokyo Verdy og Fagiano Okayama.